# Вебстер (Флорида)
Вебстер (енгл. Webster) град је у америчкој савезној држави Флорида. По попису становништва из 2010. у њему је живело 785 становника.

## Демографија
Према попису становништва из 2010. у граду је живело 785 становника, што је 20 (2,5%) становника мање него 2000. године.
| Група             | 2000.       | 2010.       |
| Белци             | 380 (47,2%) | 317 (40,4%) |
| Афроамериканци    | 278 (34,5%) | 241 (30,7%) |
| Азијати           | 3 (0,4%)    | 1 (0,1%)    |
| Хиспаноамериканци | 122 (15,2%) | 215 (27,4%) |
| Укупно            | 805         | 785         |